# فرقة بانزر التاسعة عشر (الفيرماخت)
فرقة بانزر التاسعة عشر (بالإنجليزية: 19th Tank Division) كانت فرقة مدرعة في الجيش الألماني، الفيرماخت، خلال الحرب العالمية الثانية. تم إنشاؤه من فرقة المشاة 19.
قاتلت الفرقة حصريًا على الجبهة الشرقية، باستثناء فترة وجيزة من إعادة التجديد في هولندا في منتصف عام 1944. شاركت في معارك موسكو وكورسك وكذلك في سحق الانتفاضة البولندية في وارسو. استسلمت في نهاية المطاف إلى القوات السوفيتية في تشيكوسلوفاكيا في مايو 1945.

## قادة الفرقة
قادة الفرقة: 
- 1 نوفمبر 1940 - الجنرال دير بانزرتروبي أوتو فون كنوبيلسدورف
- 5 يناير 1942 - جينيرال لوتنانت غوستاف شميت (انتحر لتجنب القبض عليه، Beresowka ، 7 أغسطس 1943)
- 7 أغسطس 1943 - جينيرال لوتنانت هانز كالنر
- 28 مارس 1944 - جينيرال لوتنانت والتر دنكرت
- مايو 1944 - جينيرال لوتنانت هانز كالنر (قتل في معركة 18 أبريل 1945)
- 22 مارس 1945 - اللواء الرائد هانز يواكيم ديكيرت

### قائمة المراجع
- Mitcham، Samuel W. (2000). The Panzer Legions. Mechanicsburg: Stackpole Books. ISBN:978-0-8117-3353-3.  Mitcham، Samuel W. (2000). The Panzer Legions. Mechanicsburg: Stackpole Books. ISBN:978-0-8117-3353-3.  Mitcham، Samuel W. (2000). The Panzer Legions. Mechanicsburg: Stackpole Books. ISBN:978-0-8117-3353-3.
- Stoves، Rolf (1986). Die Gepanzerten und Motorisierten Deutschen Grossverbände 1935 – 1945. باد ناوهايم: Podzun-Pallas Verlag. ISBN:3-7909-0279-9.  Stoves، Rolf (1986). Die Gepanzerten und Motorisierten Deutschen Grossverbände 1935 – 1945. باد ناوهايم: Podzun-Pallas Verlag. ISBN:3-7909-0279-9.  Stoves، Rolf (1986). Die Gepanzerten und Motorisierten Deutschen Grossverbände 1935 – 1945. باد ناوهايم: Podzun-Pallas Verlag. ISBN:3-7909-0279-9.
- Müller-Hillebrand, Burkhard (1969). Das Heer 1933-1945. Entwicklung des organisatorischen Aufbaues (بالألمانية). Frankfurt am Main: Mittler. Vol. Vol. III: Der Zweifrontenkrieg. Das Heer vom Beginn des Feldzuges gegen die Sowjetunion bis zum Kriegsende. pp. 286, 311. {{استشهاد بكتاب}}: |المجلد= يحوي نصًّا زائدًا (help)
- Tessin, Georg (1970). Verbände und Truppen der deutschen Wehrmacht und Waffen-SS im Zweiten Weltkrieg, 1939 - 1945 (بالألمانية). Frankfurt am Main: Mittler. Vol. Vol. IV: Die Landstreitkräfte 15 -30. {{استشهاد بكتاب}}: |المجلد= يحوي نصًّا زائدًا (help)
- Geschichte der niedersächsischen 19. قسم بانزر 1939-1945 - أوتو فون نوبيلسدورف

## روابط خارجية
- "19. Panzer-Division (Bestand)". deutsche-digitale-bibliothek.de (بالألمانية). الأرشيف الفيدرالي الألماني. Archived from the original on 2017-12-13. {{استشهاد ويب}}: تجاهل المحلل الوسيط |trans_title= لأنه غير معروف، ويقترح استخدام |عنوان مترجم= (help)